# Христианская демократия

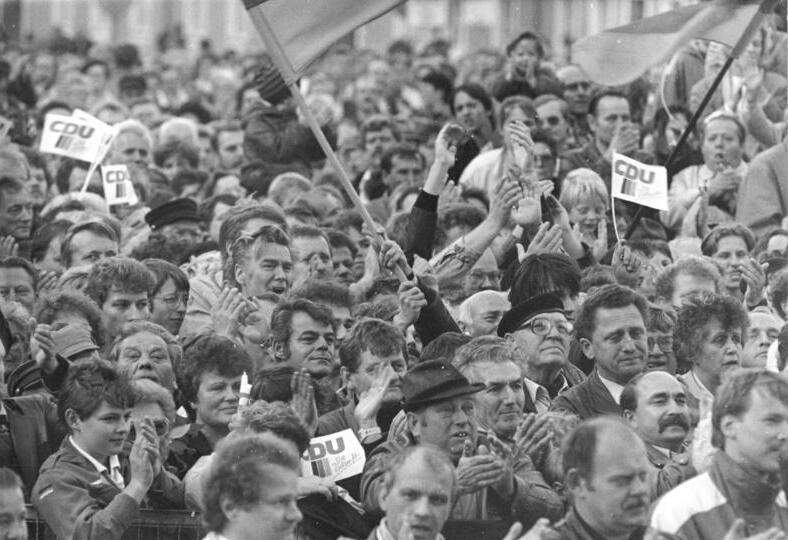
Демонстрация в поддержку христианских демократов перед выборами в Бундестаг Германии 1990 года

Христиа́нская демокра́тия (христиа́нские демокра́ты) — автономное от церкви политическое движение, выступающее за решение социальных и экономических проблем при соблюдении христианских принципов.
Исторически ведущим идеологом была Римско-католическая церковь. Основные цели движения состояли в том, чтобы религиозное сообщество стало организованным, защитило свою идентичность, завоевало территорию в общественном пространстве и вырвалось в лидеры. Согласно изначальной доктрине, христианская демократия призывала к гармонии между взаимопомощью и требованием справедливости, избегая крайностей как индивидуализма, так и коллективизма. В дальнейшем сторонники движения добавили в его идеологию ряд новых концепций: субсидиарность, персонализм, солидаризм, популяризм, социально-ориентированная рыночная экономика.
В послевоенные годы движение сыграло важную роль в распространении в Западной Европе взгляда на либеральную демократию как единственно легитимную политическую систему. Христианско-демократические партии (демохристиане) пришли к власти на смену диктаторским режимам в Италии, где они активно участвовали в Сопротивлении, и Германии, а впоследствии также в ряде стран Восточной Европы и в Чили. В настоящее время христианские демократы проявляют консерватизм в нравственных понятиях и приверженность принципам правового государства. Они рассматривают частную собственность как одну из основ общества, но полагают, что собственность должна использоваться этически приемлемым образом. Они также выступают за социальное государство при условии сохранения автономии личности и общественных организаций. В политическом спектре движение стремится к центризму.

## Идеология
Сторонники христианской демократии полагают, что ни индивидуализм, характерный для либерализма и либерального консерватизма, ни технократичная социал-демократия не могут решить насущные проблемы общества. С их точки зрения, политические реалии изменчивы, жизнь несовершенна, и общественных конфликтов избежать принципиально невозможно. Поэтому политика должна быть основана на принципах интегрального гуманизма, чтобы способствовать усилению солидарности и ответственности за благополучие народа.
Идеология современной христианской демократии включает следующие положения:
- Популяризм. Чтобы интересы различных сегментов общества могли быть согласованы, необходимо цельное видение общества. Проводимая политика должна охватывать интересы как можно более широкого круга людей, что как правило предполагает центризм.
- Персонализм. У человека есть данное ему свыше предназначение, следствием которого являются его достоинство и его права — политические, гражданские и социальные. У человека также есть потребности — материальные и духовные. Жизнь включает как то, что дано человеку от природы, так и взаимоотношения с другими людьми. Поэтому для своей полноценной реализации ему нужны свобода и вовлечённость в сообщество. Общество и государство служат человеку и существуют ради создания условий, необходимых для его самореализации. Общество и человек должны находиться в состоянии органического баланса и взаимного дополнения. Залогом здорового общества является культура взаимного уважения и взаимной ответственности.
- Коммунитаризм. Земная миссия человека состоит не в личной конкуренции с другими людьми или в исполнении механической функции под наблюдением всевластного государства, а в том, чтобы реализовать себя как члена естественных ячеек общества: семьи, профессии, региона. К ним также относятся органы, объединяющие представителей работников и собственников частных предприятий (корпоративизм). Эти ячейки способствуют развитию горизонтальных связей между людьми и росту их осведомлённости о жизни общества. Необходимо защищать свободу, автономию и целостность этих образований (социальный плюрализм). Они категорически не должны становиться инструментами государственного контроля.
- Общее благо. Общее благо является целью политической системы, государственной власти и практического применения своих прав каждым человеком. Оно предполагает справедливое перераспределение во имя всеобщего развития. Человек отвечает перед обществом за то, как он распоряжается правом быть творцом собственной судьбы[5].
- Солидаризм. Для достижения интеграции и координации действий в обществе необходима готовность любых людей, групп и классов проявить уступчивость. Это стремление к согласию мотивируется уважением друг к другу и взаимной зависимостью. Меры подавления должны применяться только для предотвращения конкретных случаев насилия, а не системно. Солидарность необходима как на общенациональном, так и международном уровне: богатые страны должны способствовать поступательному развитию бедных стран.
- Единство человечества. Христианская демократия выступает за честную международную торговлю, за справедливый мир и за сохранение окружающей среды. Земля является общественным достоянием. Путь к согласию в мире лежит через диалог культур и международное сотрудничество в рамках транснациональных организаций (как, например, Европейское сообщество).
- Субсидиарность. Власть должна быть как можно ближе к гражданам: к ответственности структур верхнего уровня должны относиться только те вопросы, которые невозможно решить на более нижнем уровне. Общество и государство должны брать на себя решение только тех вопросов, с которыми отдельный человек справиться не в состоянии. Этот принцип относится ко всем власть имущим: правительствам, партиям, корпорациям, профсоюзам, лидерам политических блоков, крупным собственникам и финансистам. В частности, транснациональные органы должны уважать суверенитет отдельных государств.

Не человек существует для государства;
наоборот — государство существует для человека.
- Пределы власти государства. Государство не вправе накладывать ограничения на справедливые требования личности, однако оно должно защищать одних членов общества от вреда, связанного с частными интересами других. Оно может использовать свою власть только в той мере, в какой это необходимо для общего блага. Оно также не должно решать задачи, ответственность за решение которых лежит на семье, церковном приходе и других общественных структурах.
- Демократия. Существует связь между христианскими ценностями и демократией (политической и социальной)[5]. Граждане должны иметь возможность сменить власть правовым путём и оказывать влияние на процесс принятия политических решений. Для этого необходимы выборы в представительные органы власти, полноценный надзор одних ветвей власти над другими, политические партии, общественные дискуссии и действующая в русле закона оппозиция. На сегодняшний день наиболее предпочитаемой политической системой является либеральная демократия.
- Социальная справедливость. Все люди от природы равны и поэтому имеют равное право на уважение и на участие в жизни общества. Особое внимание должно уделяться тем, кто страдает и бессилен: малоимущим, беженцам, инвалидам. Чрезмерная эксплуатация недопустима. Христианские демократы выступают за социальное государство. Однако они против длительных пособий по безработице и считают, что люди обязаны вносить, по мере их возможностей, вклад в экономику.
- Социально-рыночная экономика. Частная собственность необходима и должна охраняться законом. Полноценное развитие личности невозможно без свободы выбора рабочего места и свободы предпринимательской деятельности. Однако ни государство, ни частный бизнес не вправе иметь полный контроль над экономикой. Экономическая деятельность должна служить людям, а не подчинять их. Демократическое требование подотчётности распространяется на частных лиц, которые сконцентрировали в своих руках власть и богатство. В обязанности государства входит развитие чувства взаимной ответственности всех участников на рынке (в том числе, перед будущим поколением) и корректировка несправедливых тенденций в торговле, конкуренции и распределении.
- Христианство как одна из основ политического порядка. Религия так или иначе касается всех сторон жизни, включая политику. Христианство лежит в фундаменте западной цивилизации, оно дало начало стремлению к справедливости и свободе. Хотя Библия не содержит политической программы, она даёт представление о принципах справедливого правления, основанного на примате духовности над материальными ценностями.
- Христианская этика. Стремление к согласию, смирение, покаяние, терпимость и прощение являются не только личными, но и политическими ценностями. Политика должна иметь моральный фундамент. Общественным преобразованиям должно предшествовать нравственное усовершенствование людей. В частности, христианское понимание любви и милосердия предполагает не только отстранённое сочувствие к бедам других, но и великодушную щедрость.
- Неприемлемость фундаментализма в вопросах веры. Христианские демократы осуждают лаицизм и посягательства секуляризма на статус общественной идеологии. Однако они также не стремятся к тому, чтобы какая-то одна церковь стала играть руководящую роль в государстве. Государство должно защищать свободу вероисповедания и уважать права культурных меньшинств.

Наряду с перечисленными основными положениями, региональные течения христианской демократии могут включать и другие принципы. Например, христианские демократы часто выступают против абортов и эвтаназии, обосновывая это неприкосновенностью права на жизнь. В силу их взгляда на семью как на угловой камень общества, они негативно рассматривают любые нетрадиционные формы брачных и родительских отношений. Они также настаивают, что государство не должно лишать детей возможности получить религиозное воспитание в школах, если этого желают их родители.
Христианские демократы разделяют ряд ценностей консерватизма: уважение к традициям, признание несовершенства человека и общества, авторитет, нравственность, частную собственность, акцент на правовых процедурах и порядке. В последнее время экономическая политика христианских демократов стала проявлять элементы неолиберализма. Однако они часто расходятся с консерваторами по таким вопросам, как национализм, социальное государство, возможность структурных изменений в обществе.
Христианские демократы также сходятся с социалистами в отношении необходимости социального государства и ограничения стихии рынка, однако они поддерживают капитализм и не приемлют идею классовой борьбы. В странах Латинской Америки христианские демократы уделяют больше внимания социальной политике, чем их европейские единомышленники.

## Истоки
Многие противники авторитаризма утверждают, что согласно Библии наиболее предпочитаемой формой правления является конституционная монархия. С их точки зрения, Библия даёт обоснование или упоминает про естественные права, разделение ветвей власти, суверенитет, верховенство закона, правление с согласия и на благо управляемых.
Вскоре после начала Реформации на Западе стали появляться богословские работы, в которых говорилось о важности материального и секулярного. Одним из ведущих философов этого направления был Гоббс, который считал, что нравственность основана на «естественном законе» — осознании правил, позволяющих человеку уберечь себя от поступков с негативными для него самого последствиями.
В 1879 году появилась доктрина неотомизма, которая толковала «естественный закон» в свете Рим. 2:14–15. Согласно неотомизму, мир предрасположен к добру благодаря данному человеку от природы разуму. Хотя человек обладает свободой выбирать грех, он может вести себя нравственно, и поэтому вне церкви тоже есть духовность. В частности, Бог действует через внешний мир в случаях, когда верующие не оправдывают свой избранный статус. В то же время лишь духовенство способно оценить правильность выводов людей о содержании естественного закона.
В соответствии с официальным взглядом католической церкви, христианская демократия берёт своё начало в природе христианства и исторической миссии духовенства. Роль эталонной общественной модели играет средневековье, когда существовало сообщество орденов и общественных корпораций, а под эгидой церкви создавались приюты для сирот, для престарелых и для бездомных. Согласно официальному учению, тем самым обеспечивалось политическое и социальное единство духовенства и мирян, а церковь сыграла важную роль в создании правовой основы для улучшения благополучия народа (например, предоставляя право убежища в храме).

## История

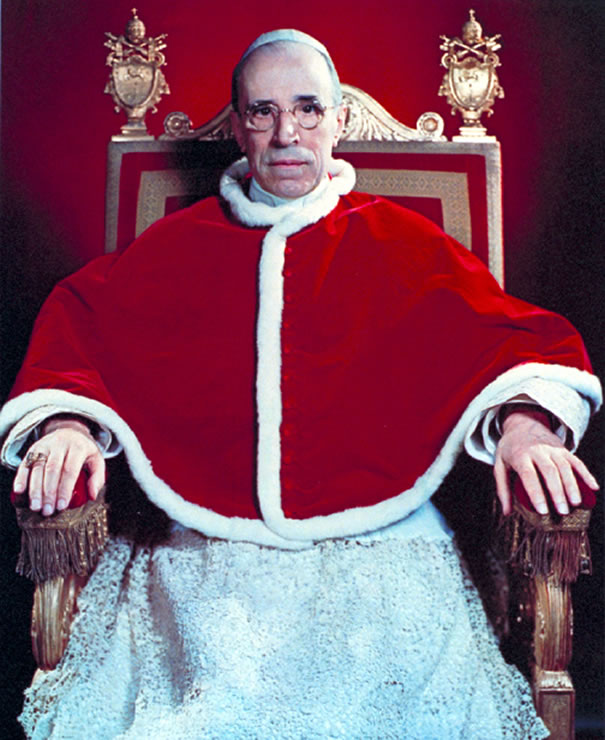
Папа римский Пий XII

Великая французская революция разрушила феодальную структуру общества, в которую была тесно вплетена Римско-католическая церковь. Церковь была низведена до общественного института, и её положение усугублялось атаками со стороны якобинцев. После падения Наполеона часть духовенства примкнула к контрреволюционному движению, которое стремилось к восстановлению старого режима. В результате массы отвернулись от католицизма. В 1870 году было ликвидировано Папское государство, а папа римский лишён светской власти. В то же время, несмотря на враждебное отношение Ватикана к либеральным реформам, католические организации в преимущественно протестантских странах научились использовать инструменты правового государства и стали наращивать свой политический вес.

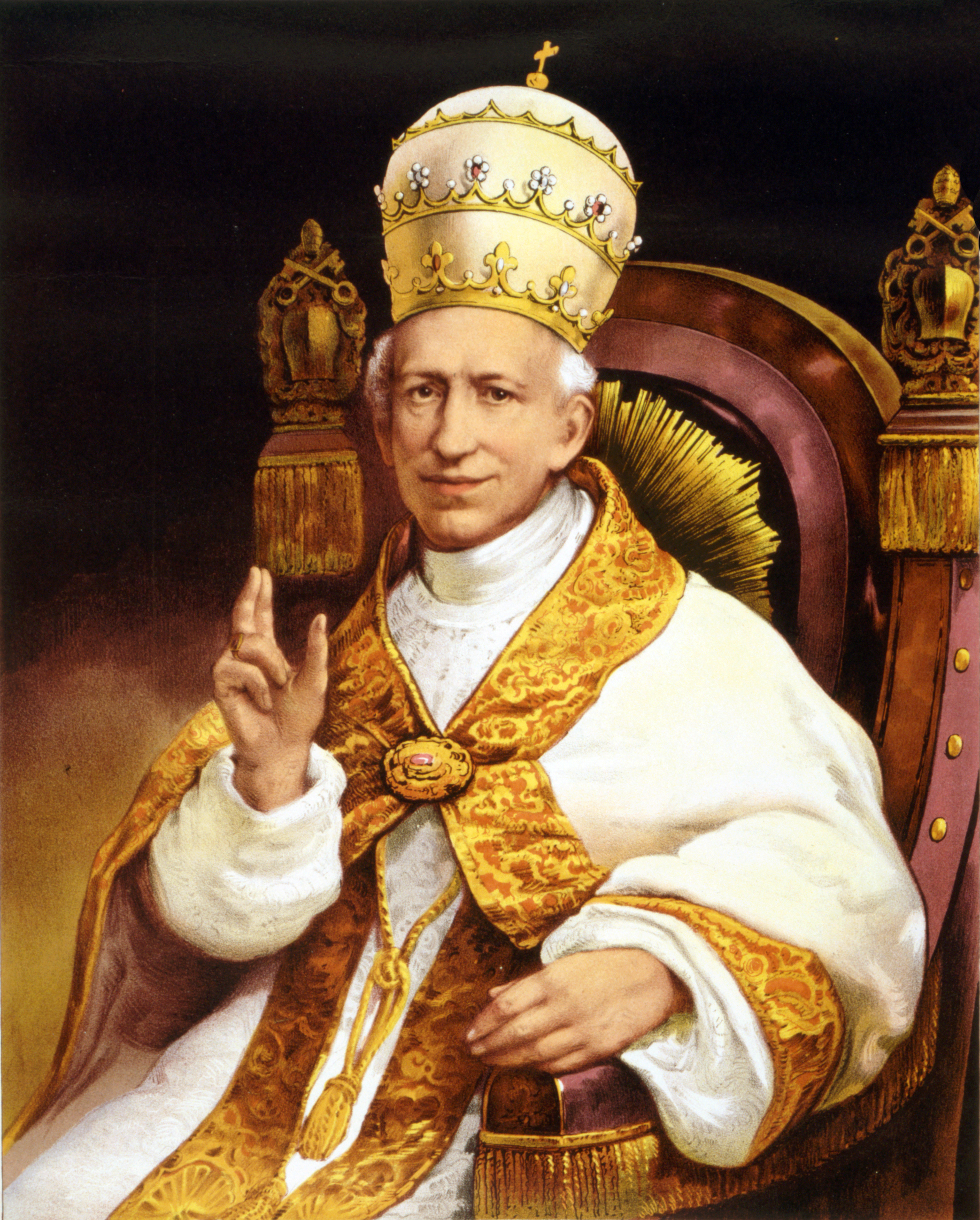
Папа римский Лев XIII

Стремясь вернуть доверие масс, папа Лев XIII приступил к реформам. Он выпустил энциклику «Rerum Novarum» (1891), в которой объявил о политически нейтральной позиции церкви. При этом он провозгласил новую социальную доктрину и учредил «народное католическое действие». Движение должно было опираться на католическую организацию, но фокусировать свою активность в области социальных вопросов. Тем самым Ватикан рассчитывал восстановить своё влияние посредством контроля над мирянами в тех областях, куда иерархию не пускали. Папа римский осудил нищету рабочих, возложив ответственность за неё на экономический либерализм. При этом он также осудил социализм, материализм и доктрину о классовой борьбе как ложный путь.
В 1901 году Лев XIII опубликовал энциклику «Graves de Communi Re», в которой доктрина получила название «христианская демократия». Лев XIII не одобрял демократию, а стремился предоставить возможность демократически настроенным католикам сгладить конфликт между своими убеждениями и верой. В «Graves de Communi» Лев XIII осудил демократические тенденции в церкви, ограничил деятельность общественных организаций социальной помощью под наблюдением епископов и запретил им создавать политические партии. Это отражало взгляды крупных собственников, значительной части среднего класса и большинства духовенства. Тем не менее, левое крыло католичества приступило к организации профсоюзов. В 1919 году была основана Международная конфедерация христианских профсоюзов со штаб-квартирой в Утрехте.
После Первой мировой войны Ватикан дал согласие на создание католических партий. Их возникло множество. Однако на практике эти партии больше стремились к защите демократических свобод, чем религиозных интересов. Многие из них стали открыты для представителей других конфессий.

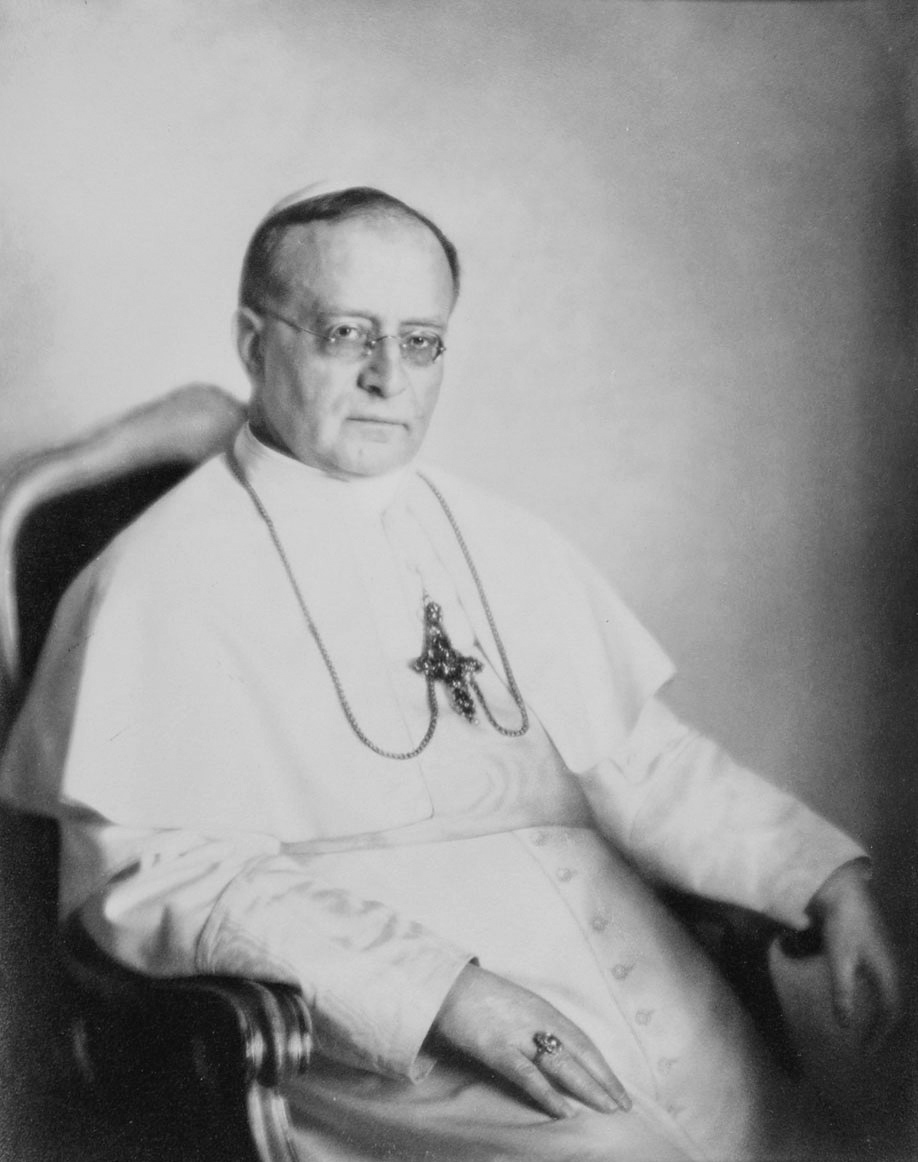
Папа римский Пий XI

В 1931 году папа Пий XI выпустил «Quadragesimo Anno». Энциклика подтвердила ценность достоинства личности и право на частную собственность. При этом в ней подчёркивалось, что это право должно соотноситься с нуждами общего блага и что экономика должна основываться на принципе социальной солидарности, а не на безудержной конкуренции и эксплуатации. Взамен либеральному тезису о свободе личности церковь провозгласила «принцип субсидиарности». Одновременно католические философы Маритен и Мунье в своих работах призвали к сбалансированному обществу, основанном на идее общего блага и персонализма. Однако в свете Латеранских соглашений между Муссолини и Ватиканом, энциклика прозвучала как осуждение парламентаризма.
К концу Второй мировой войны отношение к католичеству стало двойственным. Многие не могли простить католикам поддержку фашистских режимов, тем более, что в Португалии и Испании у власти по-прежнему оставались диктаторы. С другой стороны, левые католики пользовались большим престижем благодаря их борьбе с фашизмом. В этих условиях папа Пий XII стал сторонником концентрации власти посредством политических партий и в качестве опоры выбрал именно левых. Ватикан также увидел, что либеральная демократия в ряде отношений выгодна для церкви. В своём рождественском обращении 1944 года Пий XII провозгласил либеральную демократию формой власти, наиболее близкой христианским идеалам.
Римско-католическая церковь отказалась от требований привилегий для себя и вместо этого стала призывать к уважению гражданских свобод, терпимости и широкой коалиции всех демократических сил против тоталитаризма. Существенное влияние на идеологию оказала теория социального конфликта Дарендорфа и Козера, а также концепция социально-рыночной экономики Эрхарда. Хотя на словах доктрина по-прежнему противопоставляла себя классическому либерализму, она вобрала себя важнейшие положения политического либерализма: разделение властей, правовое государство и т. д. При этом идеологи подчёркивали, что они опираются на культурные ценности общества в целом, а не только католиков.
Христианские демократы добились впечатляющих результатов на первых послевоенных выборах в Западной Европе. Их принципы нашли отражение в конституциях Франции, Италии и ФРГ, которые были приняты в 1946—1949. Христианско-демократические партии доминировали в Италии и ФРГ до 1970-х и играли важную роль в других странах. В Латинской Америке демохристианское движение добилось значительных успехов в Чили. Проводимая политика на практике оказалась правоцентристской: именно демохристиане оказались крупнейшей силой, выступавшей против полной национализации. Значительным событием в политической истории христианской демократии в 1978 году стало похищение и убийство в Риме экс-премьер-министра Италии, лидера итальянской ХДП Альдо Моро, первым в послевоенной Европе выдвинувшего идею правительственного альянса демохристиан и коммунистов, поддержав предложенную Энрико Берлингуэром концепцию «исторического компромисса». В 1980-е влияние христианских демократов вновь усилилось благодаря вкладу в создание Европейского союза и в связи с международной консолидацией. В конце 1980-х христианские демократы стали играть заметную роль в странах Восточной Европы. Они добились успеха на выборах в Восточной Германии, Словении, Венгрии, Словакии.
В 1961 году был основан Всемирный христианско-демократический союз. В 1982 году организация была переименована в Интернационал христианской демократии, а в 1999 году — в Центристский демократический интернационал, чтобы отразить растущее участие представителей различных религий. На сегодня в интернационал входит свыше 70 партий.
Как отмечают политологи, христианская демократия по-прежнему находится в развитии. Одни полагают, что она носила переходный характер и ассимилируется в социал-демократию. Другие считают, что она движется в сторону секулярного консерватизма.

## Критика
По мнению многих политологов, процесс формирования теории христианской демократии до сих пор не завершён. Критики обращают внимание на принципиальные трудности в теории. Они утверждают, что христианские ценности не только варьируются между различными конфессиями, но также зависят от территории и исторического периода. Например, на протяжении длительного периода христианство не осуждало рабство. Поэтому, с точки зрения критиков, вывести политическую модель из христианства невозможно.
Некоторые христиане полагают, что согласно Евангелию участие в политике неугодно Богу. Совместимость христианства и демократии также вызывает богословские возражения, на тех основаниях, что вся власть от Бога, паства должна смиренно повиноваться пастырям, и только монарх подотчётен Богу как помазанник. Сторонники демократии находят эти аргументы спорными.
В связи с центристским характером идеологии, демохристиан часто обвиняли в оппортунизме.
Предметом жёсткой критики, в особенности до Второй мировой войны, было противопоставление христианской демократии либерализму. Неприятие Ватиканом либеральных ценностей и принципов правового государства привело к тому, что он не видел особого вреда в фашистских переворотах. Хотя в 1931 папа римский опубликовал энциклику против фашизма, а в 1937 против нацизма, это сопровождалось осуждением Второй Испанской Республики, коммунизма и правительства Мексики.
Многих настораживала предполагаемая зависимость движения от католической церкви. Приводились аргументы, что сама организационная структура католической церкви несёт в себе элементы авторитаризма. Концепции общего блага и солидаризма могут служить оправданием учреждению авторитарного режима для защиты общественных интересов и духовных ценностей. Корпоративизм также допускал различные толкования, некоторые из которых привели к обоснованию диктаторских режимов Салазара в Португалии, Дольфуса в Австрии и др. Наконец, в годы Второй мировой войны Ватикан сотрудничал с фашистами. Подобные подозрения оказались ошибочными, так как христианско-демократические партии сыграли ведущую роль в становлении западной демократии в послевоенной Италии и Германии.
Одним из распространённых упрёков был уклон в популизм. Критики указывали, что для христиан выбор политической системы и пути социальных реформ является лишь средством спасения душ. Однако на практике партии были в значительной степени автономными от церкви структурами.
Сторонников движения также подозревали в клерикализме. Согласно христианскому учению, церковь претендует на знание истины и стремится, чтобы все люди познали эту истину. При этом закон не должен предоставлять равную защиту для истины и лжи, и долг государства состоит в том, чтобы охранять истину и её носителя — церковь. Это предполагает наказание тех, кто клевещет на церковь, и церковный надзор над образованием. Однако в реальности демохристиане не претендуют на монополию какой-то одной конфессии и стремятся находить решения демократическими методами.

## Христианская демократия в мире

Агитационный плакат Итальянской ХДП

Германия. После объединения Германии католики стали в Германии меньшинством, которое стало искать пути для защиты своей идентичности от преобладающего влияния протестантов. В 1870 для этой цели была создана Немецкая партия Центра, которая наращивала политический вес и стала одним из важнейших элементов в Веймарской коалиции. В 1919 году баварское отделение партии Центра создало независимую Баварскую народную партию, как правило, выступавшую с более консервативных позиций. Обе партии самораспустились в июле 1933. В послевоенной ФРГ христианская демократия приняла межконфессиональный характер. Это привело к созданию партий ХДС и ХСС, которые доминировали в политике на протяжении 1949—1966 и продолжают оставаться одной из ведущих политических сил Германии.
 Италия. В 1919 священник Луиджи Стурцо основал Итальянскую народную партию, которая стремилась проводить политику популяризма и внесла значительный вклад в идеологию христианской демократии. По окончании Второй мировой войны была основана Итальянская христианско-демократическая партия, которая на протяжении 1945—1992 поставляла в правительство большинство министров и премьер-министров. Партия формировала коалиции как с левыми, так и с правыми силами. ХДП состояла из конкурирующих фракций, каждая из которых зависела от внешней поддержки со стороны влиятельных католических организаций. Привлекательность ХДП во многом обеспечивалась популизмом и антикоммунистической риторикой. ХДП официально выступала за национализацию банков и тяжёлой промышленности, за сохранение свободы для малого бизнеса и за кооперативы в сельском хозяйстве. На практике влиятельное правое крыло в партии предотвращало попытки увести экономику в сторону социализма. Середина 1950-х охарактеризовалась значительным наращиванием государственного сектора. В результате некоторые функционеры стали практиковать предоставление помощи местным администрациям в обмен на использование их ресурса на выборах, что вызывало критику со стороны оппозиции. После распада ХДП в 1994 христианская демократия по-прежнему остаётся в Италии ведущей идеологией. Большинство её сторонников поддерживает «Вперёд, Италия», однако есть и другие христианско-демократические партии.
 Франция. В первой половине XIX века группа католиков во главе с Ламенне, издававшая журнал «Авенир», начала публично критиковать Ватикан за то, что он встал на сторону контрреволюции и тем самым нанёс ущерб процессу распространения веры. В результате развёрнутой Ватиканом травли Ламенне ушёл из церкви, примкнул к социал-либералам и поддержал революцию 1848 года. Параллельно другие католики считали необходимым оказывать практическую помощь бедным. В 1833 было основано благотворительное Общество Св. Винсента де Поля, опыт которого впоследствии рассматривался Ватиканом как один из показательных примеров христианской демократии. После публикаций энциклик о христианской демократии, во Франции возникло крупное политическое движение «Le Sillon». Это вызывало озабоченность со стороны католической иерархии и по приказу папы Пия X организация была расформирована. Её место впоследствии заняла Народно-демократическая партия (фр. Parti démocrate populaire), а после Второй мировой войны Народно-республиканское движение. Последнее, однако, испытало сильную конкуренцию со стороны правоцентристской партии Объединение французского народа под предводительством де Голля и в Пятой республике утратило влияние в политике. К концу XX века французские демохристиане окончательно слились с правоцентристами.
 Россия. В России христианская демократия не является традицией, однако существуют родственные и при этом самобытные течения. В то время как идеология западной христианской демократии сформировалась в результате сотрудничества церкви с политическими движениями, в посткоммунистической России основным идеологическим источником для христианско-демократического движения стали русские философы Н. А. Бердяев, С. Н. Булгаков, П. Б. Струве, С. Л. Франк, Б. П. Вышеславцев, И. А. Ильин, Н. О. Лосский, П. И. Новгородцев, Г. П. Федотов и др. В СССР отдельные священники вели борьбу за права человека и свободу вероисповедания. РПЦ сохраняла национальные традиции и культуру в условиях, когда существование автономных этнических институтов стало невозможным. Начиная с конца 1980-х в России стали возникать мелкие организации христианско-демократической направленности. Между этими партиями и РПЦ часто были напряжённые отношения. Интернационал христианской демократии также относился к российским движениям настороженно. На сегодняшний день в Центристском демократическом интернационале официально состоит только одна российская партия, Союз христианских демократов России. СМИ также сообщали, что в июне 2008 в интернационал вошла «Единая Россия». По мнению ряда политологов, в России нет условий для возникновения массового христианско-демократического движения. Среди причин приводятся: отсутствие соответствующей политической традиции; отсутствие у христианских политиков собственной идеологии; малочисленность избирателей, которым важны как евангельские, так и демократические ценности; слабая поддержка со стороны главенствующей церкви. Согласно законодательству, создание партий по религиозному принципу запрещено. Вместе с тем, некоторые аналитики полагают, что христианская демократия имеет потенциал в России, поскольку отрицает как тоталитаризм, так и культурный либерализм, и при этом способна преодолеть противоречия, берущие начало из споров западников со славянофилами. Органом русской христианской демократии как идейного движения и поиска заявляет себя журнал «Континент».
 Украина. На Украине существует две христианско-демократические партии — Христианско-демократический союз и Христианско-демократическая партия Украины. Из них только ХДС имела до 2012 года регулярное присутствие в Верховной Раде (от 1 до 7 депутатов) благодаря участию партии в избирательном блоке бывшего президента Украины Виктора Ющенко «Наша Украина».
Интеллектуальная деятельность христианско-демократического движения осуществляется рядом политиков нового поколения — издаётся газета «Христианский Демократ» (главный редактор Дмитрий Панько). Идеологической платформа в сжатом виде изложена в «Манифесте христианских демократов Украины», который впервые был опубликован на официальном сайте партии ХДС в 2007 году. В 2014 году была зарегистрирована региональная Украинская Галицкая партия, ценности которой они определяют в программных документах как христианско-демократические.
 Беларусь. Белорусская христианская демократия — незарегистрированная политическая партия Республики Беларусь, несколько лет находящаяся в процессе регистрации. БХД стала единственной политической партией, возникшей за 20 лет правления Лукашенко. Придерживается христианско-демократической ориентации, основывая свою деятельность на христианских ценностях и белорусском патриотизме. Выступает за построение общества, основанного на «принципах, данных человеку Богом». В 1917 существовала организация с одноимённым названием «Белорусская христианская демократия». Была упразднена в 1940 году.

## Политические партии
Крупнейшей в мире христианско-демократической партией является Европейская народная партия. Некоторые партии включают представителей других движений (в особенности христианских социалистов), а также нехристианских конфессий.

## Родственные течения

### В протестантизме
Христианство играло важную роль в становлении демократии, в особенности в США. Раннее американское общество было основано на идее свободы вероисповедания, в нём была конкуренция различных протестантских общин. Эталонной общественной моделью для них служило раннее христианство. Это дало начало формированию демократических традиций.
К концу XIX века в США развилось протестантское понимание социальной активности христиан. Баптистский священник Уолтер Раушенбуш основал движение социального евангелизма. Движение стремилось преобразовать общество в Царство Божье путём самосовершенствования и восстановления человеческих отношений. Основным инструментом предполагалась миссионерская деятельность, которая должна была формировать общественное мнение.

### В православии
Мнения теологов и политологов расходятся в отношении возможности сочетания православия и христианской демократии. Проблема осложняется тем, что к концу XX века православная (в частности, русская религиозная) мысль оставила очень мало источников на тему демократии.
Согласно одной из теорий, власть изначально разделена между гражданами. Если народ-суверен предпочитает автократию, то воплощением божественно легитимной власти становится самодержец (так, в частности, утверждал архиепископ Феофан). С другой стороны, граждане также вправе пользоваться своей властью, чтобы оказывать собственное влияние на проводимую политику.
Согласно другому аргументу, евхаристия заключается не только в приобщении мирянина к церкви, но и в изменении всего связанного с ним бытия. Однако в условиях демократии каждый гражданин в какой-то мере вовлечён в политическую жизнь. Поскольку духовенство стремится к воцерковлению секулярного мира, оно должно рассматривать демократию как его часть. Критики такой теории полагают, что православие рассматривает секулярный мир исключительно как внешний по отношению к священному церковному пространству.
Есть точка зрения, что церковь должна воцерковлять людей, а христиане должны освящать мир самостоятельно, являя через свои действия истину. Этот взгляд берёт начало из представления о христианах как о народе Божьем. Его высказывал, в том числе, Вл. Соловьёв, который считал, что задачей христианской политики является реализация христианских начал во всех аспектах жизни человечества через общественные действия.
Многие русские религиозные философы обращали внимание на православную концепцию соборности, которая отчасти схожа с демократией, но имеет ряд существенных отличий. Согласно соборности, единство достигается через поиск консенсуса, основанного на любви и уважении к остальным. Авторитаризм неприемлем, однако также неприемлем и индивидуализм, который приводит к необходимости разрешать противоречия путём демократического голосования и дальнейшего подчинения меньшинства большинству. Исторически идея соборности предполагала неравенство участников, так как в поместных соборах архиереи имели больший вес, чем представители клира и мирян.
Г. Федотов в работе «Республика святой Софии» изложил своё видение православной демократии, основанное на демократических традициях Новгорода и Пскова.
Скептики обращают внимание на то, что православная организация в её российской форме носит феодальный и даже авторитарный характер, и поэтому приходская жизнь, в многих случаях, не способствует формированию демократических традиций. Попытка объединить учение РПЦ с демократией требует реформ в церкви, что вызывает настороженное отношение со стороны значительной части духовенства, в особенности из-за неудач российских государственных реформ. Часть верующих придерживается мнения, что западная демократия является антиподом по отношению к русскому православию. Между миром и церковью отсутствует взаимопонимание. В настоящий момент социальная концепция РПЦ подчёркивает, что у Церкви нет каких-либо предпочтений в отношении государственного строя.
Вместе с тем, часть верующих по-прежнему заинтересована в создании политического движения, которое могло бы предложить обществу христианскую программу его жизнеустройства. В частности, им хотелось бы, чтобы политика исходила из таких ценностей, как совесть, правда, божественное достоинство человека, общественное благо.